# Чопорья
Чопорья — река в России, протекает по Ивдельскому району Свердловской области. Устье реки находится в 15 км по правому берегу реки Ушма. Длина реки составляет 12 км.
Система водного объекта: Ушма → Лозьва → Тавда → Тобол → Иртыш → Обь → Карское море.

## Данные водного реестра
По данным государственного водного реестра России относится к Иртышскому бассейновому округу, водохозяйственный участок реки — Тавда от истока и до устья, без реки Сосьва от истока до водомерного поста у деревни Морозково, речной подбассейн реки — Тобол. Речной бассейн реки — Иртыш.
Код объекта в государственном водном реестре — 14010502512111200008710.